# 양시칠리아의 왕위 계승 순위
양시칠리아 왕국은 1860년 리소르지멘토의 결과, 사르데냐 왕국에 합병되어 이탈리아 왕국의 일부분이 된다. 하지만 양시칠리아의 왕가였던 부르봉 양시칠리아 왕가는 그대로 남아있으며, 이름뿐인 작위이지만 자손들에게 계속 계승되고 있다.
마지막 군주 프란체스코 2세는 아들이 없었기 때문에, 그 동생인 카세르타 공작 알폰소(1841년~1934년)가 당주를 계승했고 그 장남 칼라브리아 공작 페르디난도 피오(1869년~1960년)로 이어진다. 그러나 후계자가 요절했던 페르디난도 피오의 사후(死後) 가계는 분열되었다. 카세르타 공작 알폰소의 차남 카를로(1870년~1949년)가 아스투리아스의 공주 메르세데스(알폰소 13세의 누나로 당시 알폰소 13세는 미혼이라 메르세데스가 왕위 계승 서열 1위였다)와 결혼하기 위해 1900년 12월 14일 양시칠리아 왕위 계승권을 포기하였는데, 1960년 칼라브리아 공작 페르디난도 피오가 사망하여 당시 생존해 있던 최고령 형제인 5남 라니에리가 당주 자리를 계승하자, 카를로의 아들 알폰소가 60년 만에 양시칠리아 왕위 계승권을 다시 주장하고 나섰다. 두 계통 사이의 분쟁은 아직 해결되지 않았다. 대부분의 유럽 왕실들은 라니에리의 후손(카스트로 계열)을 양시칠리아 당주로 인정하지만, 스페인 왕실은 카를로의 후손(칼라브리아 계열)을 양시칠리아 당주로 인정한다.

## 칼라브리아 계열 왕위 계승 순위
(2016년 12월 현재)
- 페르디난도 2세 (1810–1859)
  -  프란체스코 2세 (1836–1894)
  - 카세르타 백작 알폰소 (1841–1934)
    - 칼라브리아 공작 페르난도 피오 (1869–1960)
    - 양시칠리아의 카를로 (1870–1949)
      - 칼라브리아 공작 알폰소 (1901–1964)
        - 칼라브리아 공작 카를로 (1938–2015)
          - 칼라브리아 공작 페드로 (1968년)
            - (1) 노토 공작 하이메 (1993년)
            - (2) 양시칠리아의 후안 (2003년)
            - (3) 양시칠리아의 파블로 (2004년)
            - (4) 양시칠리아의 페드로 (2007년)

    - 카스트로 공작 라니에리 (1883–1973)
      - 카스트로 공작 페르디난도 (1926–2008)
        - (5) 카스트로 공작 카를로 (1963년)

    - 양시칠리아의 가브리엘 (1897–1975)
      - (6) 양시칠리아의 안토니오 (1929년)
        - (7) 양시칠리아의 프란체스코 (1960년)
          - (8) 양시칠리아의 안토니오 (2003년)

        - (9) 양시칠리아의 젠나로 (1966년)

      - (10) 양시칠리아의 카시미르 (1938년)
        - (11) 양시칠리아의 루이스 (1970년)
        - (12) 양시칠리아의 알레산드로 (1974년)

## 카스트로 계열 왕위 계승 순위
(2016년 12월 현재)
- 페르디난도 2세 (1810–1859)
  -  프란체스코 2세 (1836–1894)
  - 카세르타 백작 알폰소 (1841–1934)
    - 칼라브리아 공작 페르난도 피오 (1869–1960)
    - 양시칠리아의 카를로 (1870–1949)
    - 카스트로 공작 라니에리 왕자 (1883–1973)
      - 카스트로 공작 페르디난드 왕자 (1926–2008)
        - 카스트로 공작 카를로 왕자 (1963년)
          - (1) 부르봉양시칠리아 공주 마리아 카롤리나, 칼라브리아 여공작 (2003년)[2]
          - (2) 부르봉양시칠리아 공주 마리아 키아라 (2005년)[2]

    - 양시칠리아의 가브리엘 (1897–1975)
      - (3) 양시칠리아의 안토니오 (1929년)
        - (4) 양시칠리아의 프란체스코 (1960년)
          - (5) 양시칠리아의 안토니오 (2003년)

        - (6) 양시칠리아의 젠나로 (1966년)

      - (7) 양시칠리아의 카시미르 (1938년)
        - (8) 양시칠리아의 루이스 (1970년)
        - (9) 양시칠리아의 알레산드로 (1974년)

2016년 5월 14일 카스트로 공작 카를로 왕자는 왕위 계승의 법칙을 바꾸어 남자와 여자의 구분을 두지 않되, 그의 직계자손부터 적용하기로 했다.